# Подгородников, Иван Григорьевич
Ива́н Григо́рьевич Подгоро́дников  (1841—7 (20) марта 1910) — русский государственный деятель, Сувалкский и Радомский губернатор.

## Биография
По окончании курса в университете Святого Владимира со степенью кандидата прав, вступил в службу в 1862 году канцелярским чиновником в канцелярию Киевского, Волынского и Подольского генерал-губернатора. В следующем году назначен чиновником особых поручении при начальнике Киевской губернии и в этой должности производил формальные следствия: об истязании и ограблении английских подданных Дугласа и Кондлифа во время польского мятежа, о подстрекательстве владельцем с. Россошек, отставным подпоручиком Гейманом, крестьян к участию в последнем польском мятеже, о прикосновенности к мятежу уманского уездного предводителя дворянства Еловицкого и других. В 1866 году назначен правителем канцелярии начальника Киевской губернии. В 1868 году причислен к министерству внутренних дел с назначением советником Витебского губернского правления. В следующем году перемещён начальником отделения канцелярии Виленского, Ковенского, Гродненского и Минского генерал-губернатора.
В 1870 назначен правителем канцелярии начальника Виленской губернии. В том же году командирован для приведения в известность казённых и подлежащих переходу в казну недвижимых имении в северо-западном крае. Назначен попечителем Виленского дома умалишённых, затем начальником отделения канцелярии главного начальника северо-западных губернии. В 1871 году назначен почетным членом Виленского губернского попечительства детских приютов, в 1880 году назначен чиновником для особых поручений V класса при Варшавском генерал-губернаторе. В 1883 году командирован в посад Ново-Александрию для производства дознания о возникших в институте сельского хозяйства и лесоводства беспорядков. В 1884 году назначен Келецким вице-губернатором, в следующем году перемещён на ту же должность в Петроковскую губернию, а в 1891 году назначен Сувалкским губернатором.
Умер 7 (20) марта 1910, похоронен на Вольском Православном кладбище (Варшава)